# ニッキー・デルモニコ
ニコラス・ジョン・デルモニコ（Nicholas John Delmonico, 1992年7月12日 - ）は、アメリカ合衆国テネシー州ノックス郡ノックスビル出身の元プロ野球選手（外野手）。右投左打。

## 経歴

### プロ入りとオリオールズ傘下時代
2011年のMLBドラフト6巡目（全体185位）でボルチモア・オリオールズから指名され、プロ入り。
2012年、傘下のA級デルマーバ・ショアバーズでプロデビュー。95試合に出場して打率.249、11本塁打、54打点、18盗塁を記録した。
2013年はA+級フレデリック・キーズでプレーした。

### ブルワーズ傘下時代
2013年7月23日にフランシスコ・ロドリゲスとのトレードで、ミルウォーキー・ブルワーズへ移籍した。移籍後は傘下のA+級ブレバード・カウンティ・マナティーズでプレーし、移籍前を含めた2球団合計で81試合に出場して打率.232、13本塁打、39打点、7盗塁を記録した。
2014年はA+級ブレバード・カウンティでプレー。37試合に出場して打率.262・4本塁打・15打点・2盗塁の成績を残したが、7月には薬物検査で陽性反応を示したことが判明し、50試合の出場停止処分を受けている。
2015年2月6日に自由契約となった。

### ホワイトソックス時代
2015年2月11日にシカゴ・ホワイトソックスとマイナー契約を結んだ。この年は傘下のA級カナポリス・インティミデイターズとAA級バーミングハム・バロンズでプレーし、2球団合計で64試合に出場して打率.251、4本塁打、34打点、2盗塁を記録した。オフにはアリゾナ・フォールリーグに参加し、グレンデール・デザートドッグスに所属した。
2016年はAA級バーミングハムとAAA級シャーロット・ナイツでプレーし、2球団合計で110試合に出場して打率.279、17本塁打、61打点、3盗塁を記録した。
2017年は開幕からAAA級シャーロットでプレーし、99試合に出場して打率.262、12本塁打、45打点、4盗塁を記録した。8月1日にメジャー契約を結んでアクティブ・ロースター入りすると、同日のトロント・ブルージェイズ戦にて「5番・左翼手」で先発出場して8回裏にライアン・テペラからメジャー初安打を放った（この試合での結果は4打数1安打）。この年メジャーでは43試合に出場して打率.262、9本塁打、23打点、2盗塁を記録した。
2019年6月10日に自由契約となった。オフの12月16日にホワイトソックスとマイナー契約を結び、2020年のスプリングトレーニングに招待選手として参加することになった。
2020年7月23日にメジャー契約を結んで40人枠入りした。8月28日にDFAとなり、9月1日にマイナー契約となった。オフの11月2日にFAとなった。

### レッズ傘下時代
2021年2月3日にシナシナティ・レッズとマイナー契約を結び、スプリングトレーニングに招待選手として参加することになった。開幕はAAA級ルイビル・バッツで迎えたが、19試合に出場して打率.221、2本塁打という成績に終わり、5月31日に自由契約となった。

### 現役引退後
2022年にホワイトソックス傘下A+級ウィンストン＝セーラム・ダッシュの打撃コーチに就任した。2023年からは傘下AA級バーミングハム・バロンズの打撃コーチを務める。

## 家族
父のロッド・デルモニコは大学野球指導者であり、テネシー大学の野球部監督を18年間務めた。さらに2009年のワールド・ベースボール・クラシック第2回大会では監督として野球オランダ代表の指揮を執っている。

## 詳細情報

### 年度別打撃成績
| 年 度    | 球 団    | 試 合 | 打 席 | 打 数 | 得 点 | 安 打 | 二 塁 打 | 三 塁 打 | 本 塁 打 | 塁 打 | 打 点 | 盗 塁 | 盗 塁 死 | 犠 打 | 犠 飛 | 四 球 | 敬 遠 | 死 球 | 三 振 | 併 殺 打 | 打 率 | 出 塁 率 | 長 打 率 | O P S |
| -------- | -------- | ----- | ----- | ----- | ----- | ----- | -------- | -------- | -------- | ----- | ----- | ----- | -------- | ----- | ----- | ----- | ----- | ----- | ----- | -------- | ----- | -------- | -------- | ----- |
| 2017     | CWS      | 43    | 166   | 141   | 25    | 37    | 4        | 0        | 9        | 68    | 23    | 2     | 0        | 0     | 0     | 23    | 0     | 2     | 31    | 5        | .262  | .373     | .482     | .856  |
| 2018     | CWS      | 88    | 318   | 284   | 31    | 61    | 11       | 5        | 8        | 106   | 25    | 1     | 2        | 0     | 1     | 27    | 1     | 6     | 80    | 7        | .215  | .296     | .373     | .669  |
| 2019     | CWS      | 21    | 68    | 63    | 6     | 13    | 2        | 0        | 1        | 18    | 6     | 0     | 1        | 0     | 0     | 4     | 0     | 1     | 25    | 1        | .206  | .265     | .286     | .550  |
| 2020     | CWS      | 6     | 22    | 20    | 0     | 3     | 0        | 0        | 0        | 3     | 3     | 0     | 0        | 0     | 0     | 2     | 0     | 0     | 2     | 2        | .150  | .227     | .150     | .377  |
| MLB：4年 | MLB：4年 | 158   | 574   | 508   | 62    | 114   | 17       | 5        | 18       | 195   | 57    | 3     | 3        | 0     | 1     | 56    | 1     | 9     | 138   | 15       | .224  | .312     | .384     | .696  |

### 背番号
- 30 （2017年 - 2019年）
- 26 （2020年）